# Mirosława Pabijasz
Mirosława Pabijasz, z d. Sidorowicz (ur. 16 września 1964 w Wodzisławiu Śląskim) – polska koszykarka, mistrzyni i reprezentantka Polski.

## Kariera sportowa
Jest wychowanką ROW-u Rybnik, z którym w 1982 zdobyła mistrzostwo Polski juniorek. W latach 1985–1993 występowała w Ślęzy Wrocław, z którą zdobyła mistrzostwo Polski w 1987, wicemistrzostwo Polski w 1986 i brązowy medal mistrzostw Polski. W 1993 wyjechała do Francji.
Z reprezentacją Polski seniorek wystąpiła na mistrzostwach Europy w 1987 (10 miejsce).